# Wirowongso
Wirowongso is een bestuurslaag in het regentschap Jember van de provincie Oost-Java, Indonesië. Wirowongso telt 9413 inwoners (volkstelling 2010).